# Алшинбаев, Мухтар Рахимович
Мухтар Рахымулы Алшинбай (каз. Мұхтар Рахымұлы Алшынбай, рус. Мухтар Рахимович Алшинбаев); (29 января 1926, аул Инкардарья, Сырдарьинский район, Кызылординская область — 20.03.2013) — доктор технических наук (1969), профессор (1973), член-корреспондент АН (1992), заслуженный деятель науки Казахстана (1980). Член-корреспондент ВАСХНИЛ (1978).

## Биография
Работал на кафедре «Сельскохозяйственные машины» Казахского СХИ (1951—1994): ассистент, доцент, заведующий кафедрой, профессор.
В 1958—1988 главный научный консультант Казахского HИИ механизации и электрификации сельского хозяйства.
Известен исследованиями и решениями задач механизации почвообработки, посева, уборки зерновых, очистки и сортирования зернового вороха, борьбы с сорной растительностью в посевах, кормопроизводства и раздачи кормов в животноводческих фермах, динамики рабочих органов с.-х. машин. Разработал научно-методические основы функционирования средств механизации полеводства и животноводства. Руководил работой секции «Механизация и электрификация сельского хозяйства» ВО ВАСХНИЛ, где решались вопросы транспортировки урожая, установления оптимального состава машинно-тракторного парка хозяйств, индустриальной технологии возделывания и уборки зерновых, овощных и кормовых культур.
Внес большой вклад в подготовку квалифицированных специалистов для сельского хозяйства Республики, в улучшение материально-технического состояния института, кафедры. Им разработаны 7 оригинальных лабораторных установок для исследований рабочих органов СХМ, внедренных в учебный процесс. На базе руководимой им кафедры в 1984 был организован семинар-совещание работников сельхозвузов СССР, где была принята программа курса СХМ, одним из авторов которой он является.
Алшынбай М. Р. — пионер в деле обучения на государственном языке специалистов агропромышленного комплекса. Впервые на казахском языке им написаны учебники (1979, 1997, 1999 гг.). Последний учебник представлен на Государственную премию РК (2003).
Имеет научную школу: являлся научным консультантом, руководителем более 30 защищенных кандидатских и докторских диссертации. Под его руководством подготовлена и впервые защищена (1998) на казахском языке кандидатская диссертация.
Основные научные труды о механизации полевых работ. Алшынбай М. Р. внес большой вклад в подготовку инженерных кадров для сельского хозяйства Казахстана.

## Сочинения
- Ауыл шаруашылық машиналары. — А., 1979;
- Прогрессивный методы уборки соломы и полины. — А., 1984 (сооавт.);
- Ауыл шаруашылығы машиналарының теориясы. — А., 1997.